# Overseas Press Club

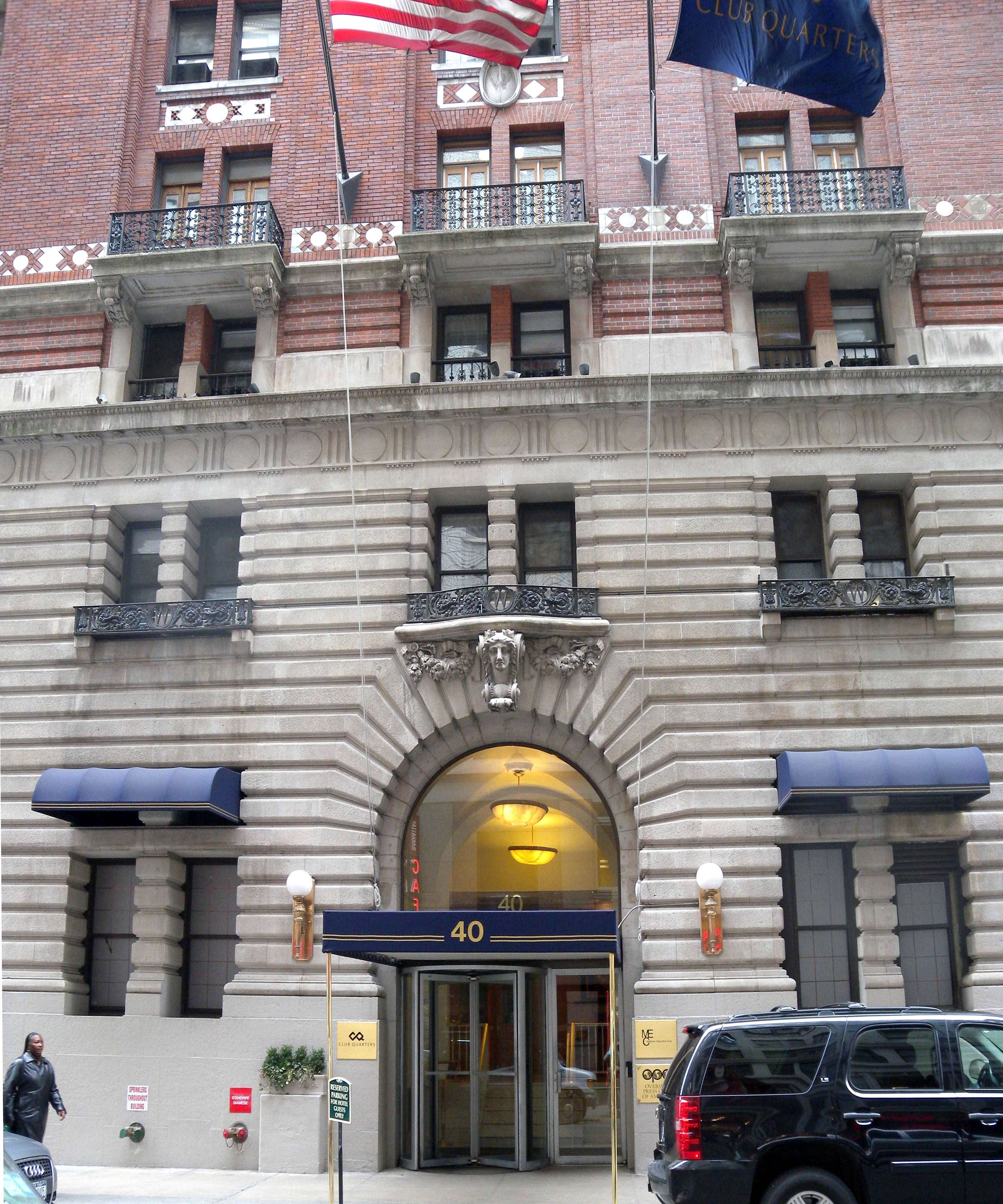
OPC New York (2009)

Der Overseas Press Club of America (OPC) ist ein 1939 in New York gegründeter Presseclub, der mittlerweile in aller Welt Niederlassungen hat.